# The Liquidation Files
The Liquidation Files è un EP del gruppo musicale belga In-Quest, pubblicato nel 2010.

## Tracce
1. Stahlmacht – 4:56
2. Corridor of Chameleons – 4:55
3. Asynchronous Transmission – 4:21
4. Mind over Matter (live) – 3:31
5. Systematic Arythmetic Hate (live) – 4:57

## Formazione
- Frederick Peeters - basso
- Gert Monden - batteria
- Korneel Lauwereins - chitarra
- Douglas Verhoeven - chitarra
- Miqe Löfberg - voce